# Ogi-jima
Ogi-jima (男木島) est une île de la mer intérieure de Seto, au large de la préfecture de Kagawa.

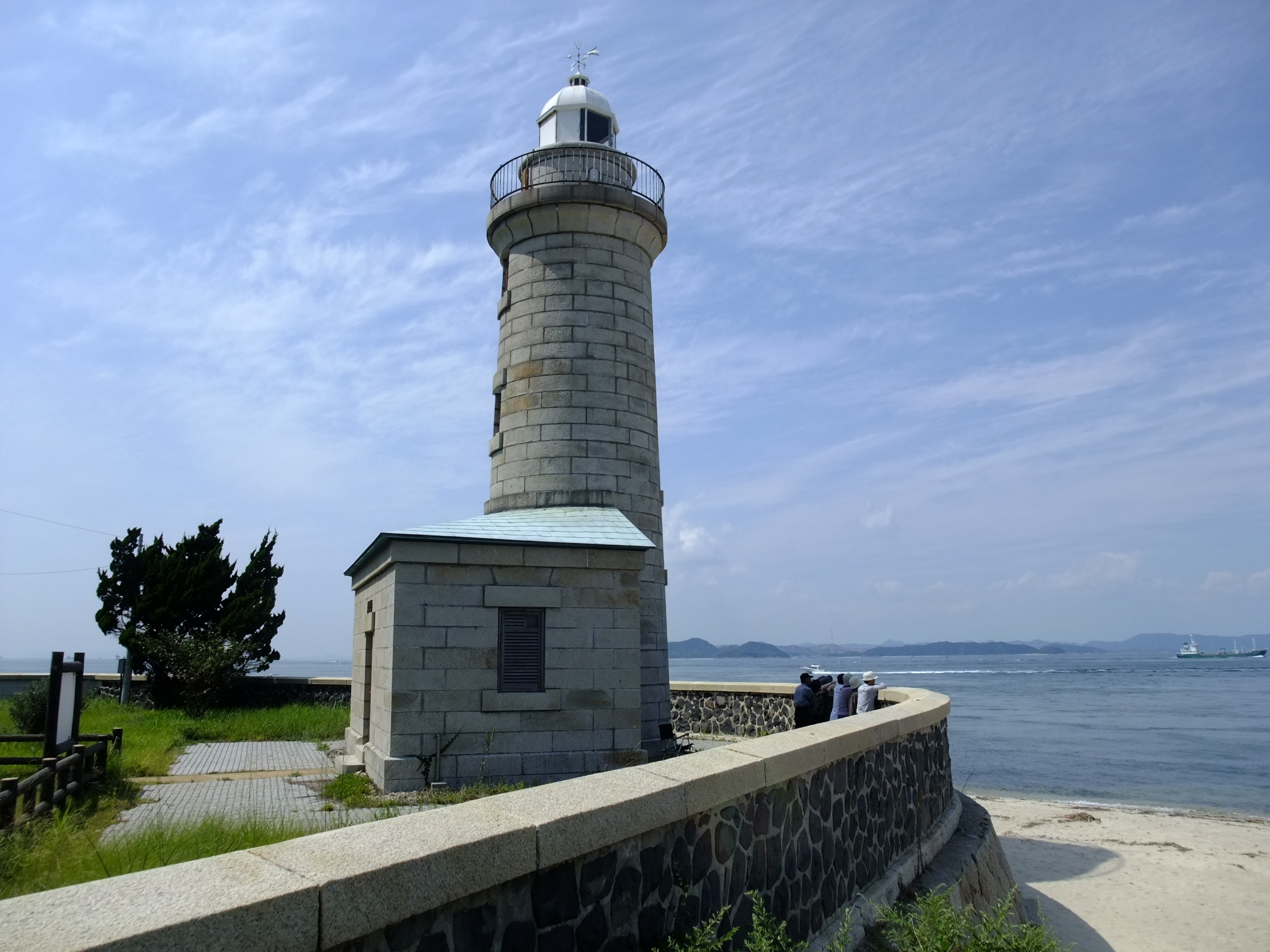
Le phare d'Ogijima

L’île est principalement montagneuse et mesure environ 2 km de long et 1 km de large. La population en 2010 était de 202 personnes.[réf. nécessaire] Ogichō est le seul village de l'île.
Depuis 2010 s'y tient la triennale de Setouchi.
Ogijima a inspiré l’île fictive d'Okishima dans le roman Battle Royale.